# イオンタウン仙台泉大沢
イオンタウン仙台泉大沢 (イオンタウンせんだいいずみおおさわ) は、宮城県仙台市泉区にあるショッピングセンター。管理・運営はイオンタウンが行っている。

## 概要
イオン (現在のイオンリテール) が建設した、2階建てのエンクローズドモール型ショッピングセンター。
鹿島建設が1995年 (平成7年) 3月13日から2008年 (平成20年) 9月にかけて開発した、面積92.5haの商業・流通・工業団地である仙台市泉大沢土地区画整理事業「仙台泉インターシティ」の一角に位置し、国道4号仙台バイパスや東北自動車道 (仙台都市圏環状自動車専用道路) ・泉ICに隣接する。
当施設より北に約1.6km先にはジャスコを核店舗とする「イオン富谷ショッピングセンター」 (現在のイオンモール富谷) があるため、当施設の核店舗は「マックスバリュ泉大沢店」になった。2階にはイオンリテールスポーツ&レジャー事業部が運営する「イオンスポーツクラブ仙台泉大沢店」が開設。
2010年 (平成22年) 2月21日より「旧マックスバリュ泉大沢店」の運営がマックスバリュ南東北へ変更となったが、SC運営は「イオンタウン塩釜ショッピングセンター (現・イオンタウン塩釜)」と同様にイオンリテールSC事業本部が行っていた。一方、「イオンタウン名取ショッピングセンター」(現・イオンタウン名取)」は、マックスバリュ南東北に移管され運営されていたが、その後イオンタウン仙台泉大沢ショッピングセンター(現・イオンタウン仙台泉大沢)運営は名取、塩釜とともにイオンタウンに移管された。
なお当初は、2007年 (平成19年) 11月のオープン予定だったが、建築基準法の改正により建築確認に時間が掛かり、2008年 (平成20年) 3月のオープンとなった。
東日本大震災では、2階と上層階をつなぐエスカレーターが2基落下したが、けが人はいなかった。

### 沿革
- 2008年 (平成20年) 
  - 3月14日 -「イオンタウン仙台泉大沢ショッピングセンター」ソフトオープン。
  - 3月15日 -「イオンタウン仙台泉大沢ショッピングセンター」として開業。
- 2010年 (平成22年) 2月21日 - マックスバリュ泉大沢店の運営が、イオンリテールからマックスバリュ南東北に移管。
- 2011年 (平成23年)
  - 3月11日 - 東北地方太平洋沖地震 (東日本大震災) で被災[4]。
  - 4月7日 - 東北地方太平洋沖地震の余震で被災。[要出典]
  - 9月2日 - マックスバリュ泉大沢店が業態転換し「ザ・ビッグ泉大沢店」としてリニューアルオープン[5]。
- 2012年 (平成24年) 2月20日 - イオンタウン株式会社が仙台泉大沢事務所を仙台市青葉区中央三丁目に移転[広報 2]。
- 2024年 (令和6年) 3月1日 -　マックスバリュ南東北がイオンビッグに吸収合併[広報 3]。

## テナント
核店舗
- ザ・ビッグ泉大沢店[広報 4]

#### 広報資料・プレスリリースなど一次資料
1. 1 2 3  「資産の取得に関するお知らせ」オリックス不動産投資法人、2013年10月15日、p.6。[出典無効]
2. ↑   ““仙台事務所移転のご案内(イオンタウン株式会社)”.” (PDF) (2024年2月20日). 2014年4月27日時点のオリジナルよりアーカイブ。2024年6月27日閲覧。
3. ↑  『イオンビッグ株式会社とマックスバリュ南東北株式会社の合併契約締結に関するお知らせ』（PDF）（プレスリリース）イオン、イオンビッグ、マックスバリュ南東北、2023年9月26日。2024年3月1日閲覧。
4. ↑  “ザ・ビッグ泉大沢店｜ショップ｜イオンタウン仙台泉大沢”. イオンタウン仙台泉大沢. 2024年7月6日閲覧。